# ريان سميث
ريان سميث (بالإنجليزية: Ryan Smith)‏ (10 نوفمبر 1986 لندن المملكة المتحدة - ) هو لاعب كرة قدم بريطاني يلعب كلاعب وسط.

## روابط خارجية
- ريان سميث على موقع الدوري الأمريكي (الإنجليزية)
- ريان سميث على موقع قاعدة بيانات كرة القدم.إي يو (الإنجليزية)
- ريان سميث على موقع Soccerbase.com (لاعب) (الإنجليزية)
- ريان سميث على موقع عالم كرة القدم.نت (الإنجليزية)